# Procometis acutipennis
Procometis acutipennis is een vlinder uit de familie dominomotten (Autostichidae). De wetenschappelijke naam is voor het eerst geldig gepubliceerd in 1891 door lord Walsingham.
De soort komt voor in het Afrotropisch gebied. 